# 新柔长堤
新柔长堤（直译：「柔佛长堤」）是一条1,056米长的堤道。长堤穿过柔佛海峡上的马新边界，连接马来西亚柔佛州新山市和新加坡的兀兰。它既是公路和铁路通道，也承载马来西亚通往新加坡的供水管道。长堤每天平均有6万车辆通过，公共假期前夕會出现特别严重的交通拥堵。

## 历史

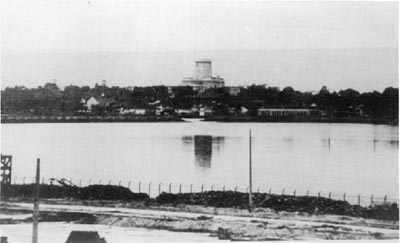
1942年日本入侵前夕被切断的堤道

从19世纪开始，马来亚的大宗商品，如锡、橡胶、胡椒和槟榔膏，大部分通过英国殖民地新加坡的港口装船运输。这些材料以渡轮经柔佛海峡转运。1900年代初，海峡两岸的货物和乘客交通都有所增长，轮渡系统负荷也渐渐超过其上限。
到了1911年，对渡轮的殷切需求令其不得不昼夜运营。鉴于交通量和渡轮高昂的维护费用，殖民当局不得不寻找替代系统。马来联邦的公共工程主管W. Eyre Kenny建议在柔佛海峡上修建一条碎石堤道；由于当局认为建设一座桥梁所需的钢材和维护费用过高，这个建议压倒了后者。
1917年，英国大卫·劳合·乔治政府委托顾问工程师库德（Coode）、马修斯（Matthews）、菲茨莫里斯（Fitzmaurice）和威尔逊（Wilson）准备堤道的计划。计划于1918年提交给马来联邦、海峡殖民地和柔佛州政府。拟建的堤道长1.05公里，宽18.28米，有米轨铁路轨道和7.92米宽的道路。 它还将包括一座允许小船通过的船闸通道、一座电动升降桥、水管和水闸，以管理海峡的水流。该项目的总成本估计为1700万叻币，由马来联邦、柔佛和新加坡政府共同承担。
在1919年6月，殖民地当局将堤道建筑合约颁发予Topham, Jones & Railton，一家总部位于伦敦的工程公司。工程开展于当年8月；在当时这一项目被认为具有挑战性，同时堤道也是马来亚当时最大笔的工程投资。堤道从柔佛一端，亦即船闸所在地开始修筑，以求尽量减少对现有渡轮服务的影响。乌敏岛上的采石场为堤道工程重开，提供块石和碎石，花岗岩的供应稍后由武吉知马采石场推进。
堤道奠基仪式在1920年4月举行，以纪念奠基石安放。海峡殖民地总督劳伦斯·基里玛爵士，在停泊于海峡中央的海美人（英語：Sea Belle）号游艇上主持了这个仪式。柔佛苏丹易卜拉欣二世和柔佛穆夫提也参加了这次活动，他们将仪式用水（air doa selamat，air tolak bala和air mawar）注入海中。仪式结束时，头两批块石（约500吨花岗岩）被倾倒入海峡。
在1920年至1922年的经济萧条期间，公众对该项目及其成本的批评几乎导致马来联邦和海峡殖民地政府停止建设长堤。然而工程仍在继续，在1921年6月，柔佛一侧块石投放工作开始，使得长堤上层建筑的建造得以从两侧开始。升降桥的工程始于1922年8月，船闸通道则于12月竣工。从1923年1月起，海峡上的所有航运都改道使用船闸通道。
柔佛海峡于1923年6月截流，堤道从9月17日开始对货物列车开放。当时，货运渡轮服务每年运营约11,000班次，客运渡轮服务也被终止。10月1日，长堤向公众开放使用，当天上午7时41分，第一列穿过长堤的旅客列车抵达新加坡登路站（英語：Tank Road Station）。火车票价中加入了长堤费，头等车厢乘客最高收费40分，取代了渡轮收费。
1924年6月11日，新柔长堤正式竣工。超过2,000名当地和欧洲的工人参与工程，历时近5年，使用了约114万立方米的石材。 长堤将新加坡与大陆以铁路连接，并使新加坡与马来亚之间的汽车运输得以迅速发展。

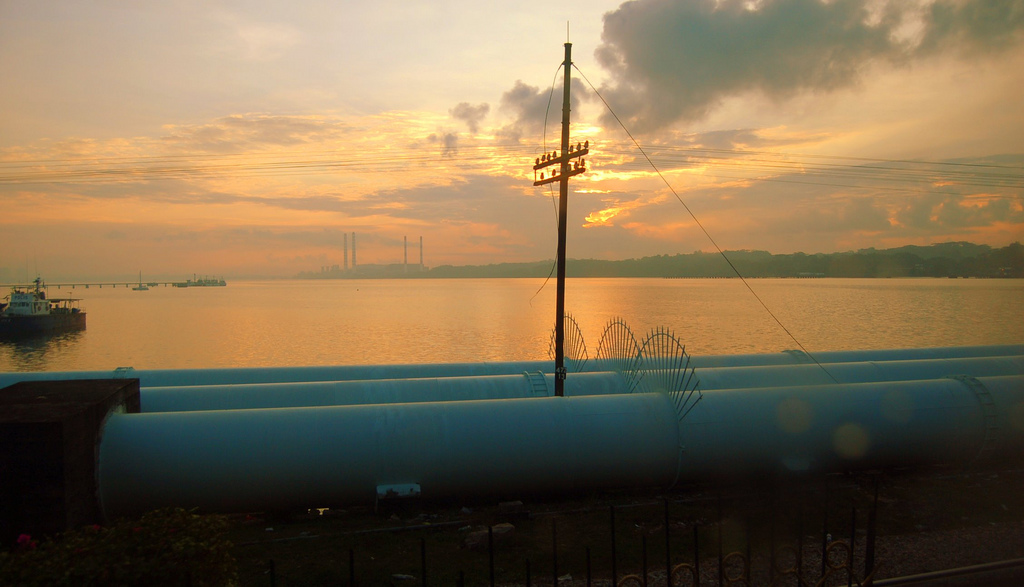
新柔长堤上承载新加坡50%用水量的管道

1924年6月28日，新柔长堤的正式开幕仪式在柔佛新山举行，并且当地宣布当天为公共假日。仪式期间，马来统治者和英国官员率先驾驶11辆汽车组成的车队穿过长堤，随即公路开放供公众使用。 一年后，柔佛长堤管理委员会成立，监督长堤的管理和维护。

### 二戰與日佔時期
在日本入侵马来亚的过程中，撤退的英军于1942年1月31日，在长堤上进行了两次爆破。第一次炸毁了船闸的升降桥，第二次在长堤上造成了21.33米宽的缺口。向新加坡输水的管道也被爆炸切断。日本人随后在这个缺口上建造了一座板梁桥（英語：girder bridge），然后控制了新加坡。
1946年2月，英国人回歸后，日本制造的梁桥被两座活动便桥（英語：Bailey bridge）所取代，炸毁的升降机桥的遗留碎片被清理干净，铁路轨道得到重新铺设。船闸通道和升降机桥由于没有足够的船舶交通量来支持其成本而永久关闭。
在1948年至1960年的马来亚紧急状态期间，为通过新柔长堤的旅客设立了身份证检查系统。在1949年，估计每个月有超过27,000辆卡车使用这条堤道。而在十年内，每天估计有超过30,000人和7,000辆车通过长堤。

### 種族騷亂與新加坡獨立建國
1964年7月22日，在新加坡发生种族骚乱后，作为宵禁的一部分，长堤在未经警察许可的情况下不对旅客开放。次日在非宵禁时间重新开放，7月26日恢复正常交通。1965年8月新加坡与马来西亚分离后，新柔长堤成为两国边境的连接通道。长堤两端都设有入境检查站，新加坡方面从1967年6月起实行护照管制，马来西亚方面从当年9月起实行护照管制。
新柔长堤是第一条连接马来西亚半岛和新加坡的陆路通道。第二条通道，称为马新第二通道，于1998年完工。

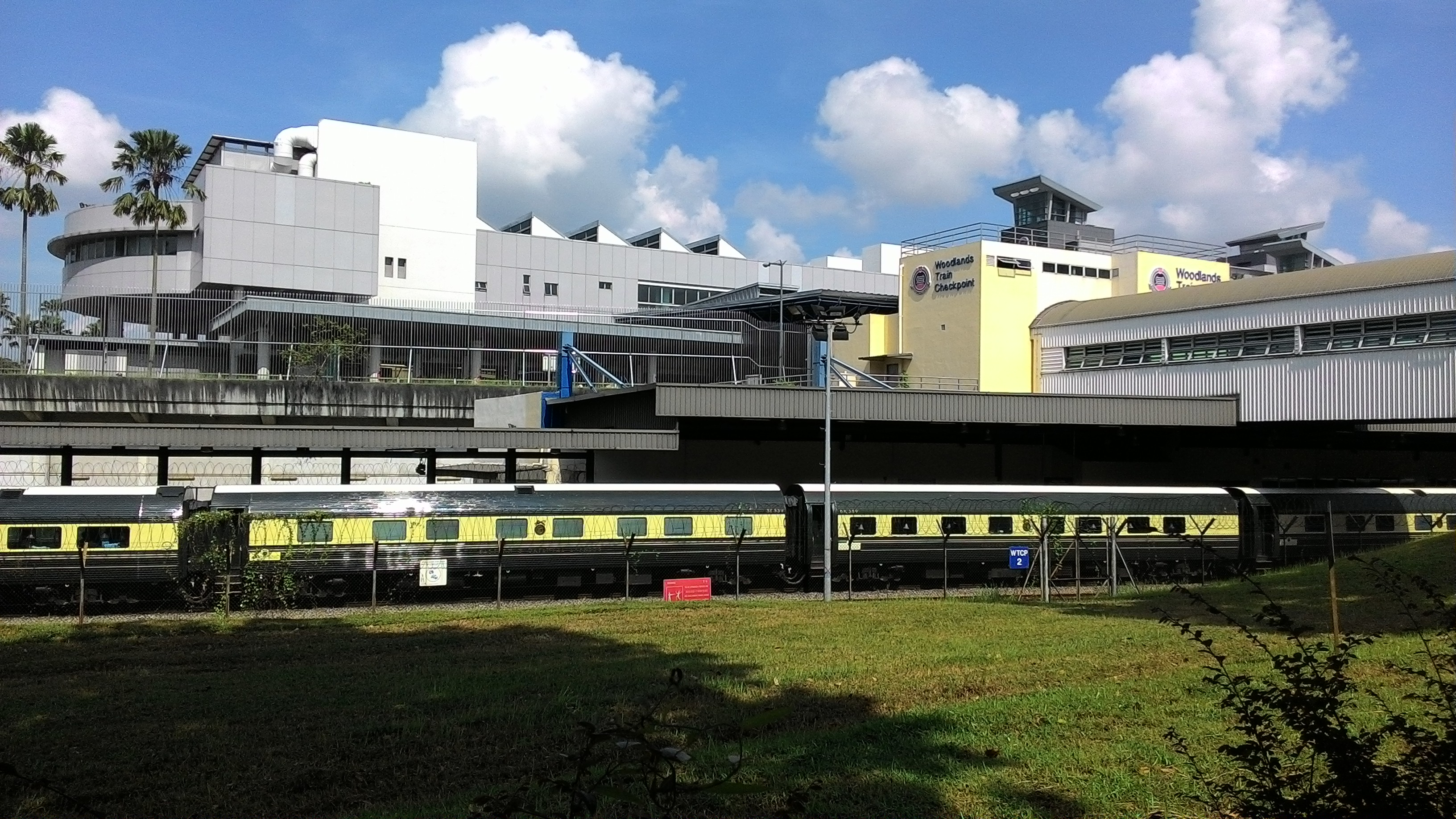
兀兰火车关卡

部分建于填海土地上的新兀兰检查站，于1999年开放，以适应日益增长的交通流量和多年来笼罩旧海关综合体的烟尘。通往长堤的旧有道路改道。新检查站于1999年7月开放后，位于兀兰路和兀兰中心路交界处，建于1970年代的旧海关综合设施关闭；但是直至2001年后者的摩托车道仍然于早晨开放，并在2008年3月1日对货车重新开放。新的检查站综合设施也容纳了1998年8月1日开放的新加坡兀兰火车关卡，后者是新加坡的铁路边境检查设施，该设施以前与马来西亚入境和海关部门共同设于新加坡丹戎巴葛火车总站。搬迁到兀兰的事宜引起了两国之间的争端，而这个问题在2010年得到了解决。2011年7月1日，新加坡兀兰火车关卡取代新加坡丹戎巴葛火车总站，成为新加坡的城际火车站，站内设有新马两国共用的边境检查站。
2008年12月1日，马来西亚总理阿都拉·巴达威正式宣布苏丹伊斯干达大厦开幕。 新的海关综合设施于2008年12月16日午夜零时整全面投入使用，同时关闭旧的海关综合设施。
2018年6月9日，柔佛方面承诺长堤使用者会有更顺畅的旅程。

## 取代长堤的嘗試

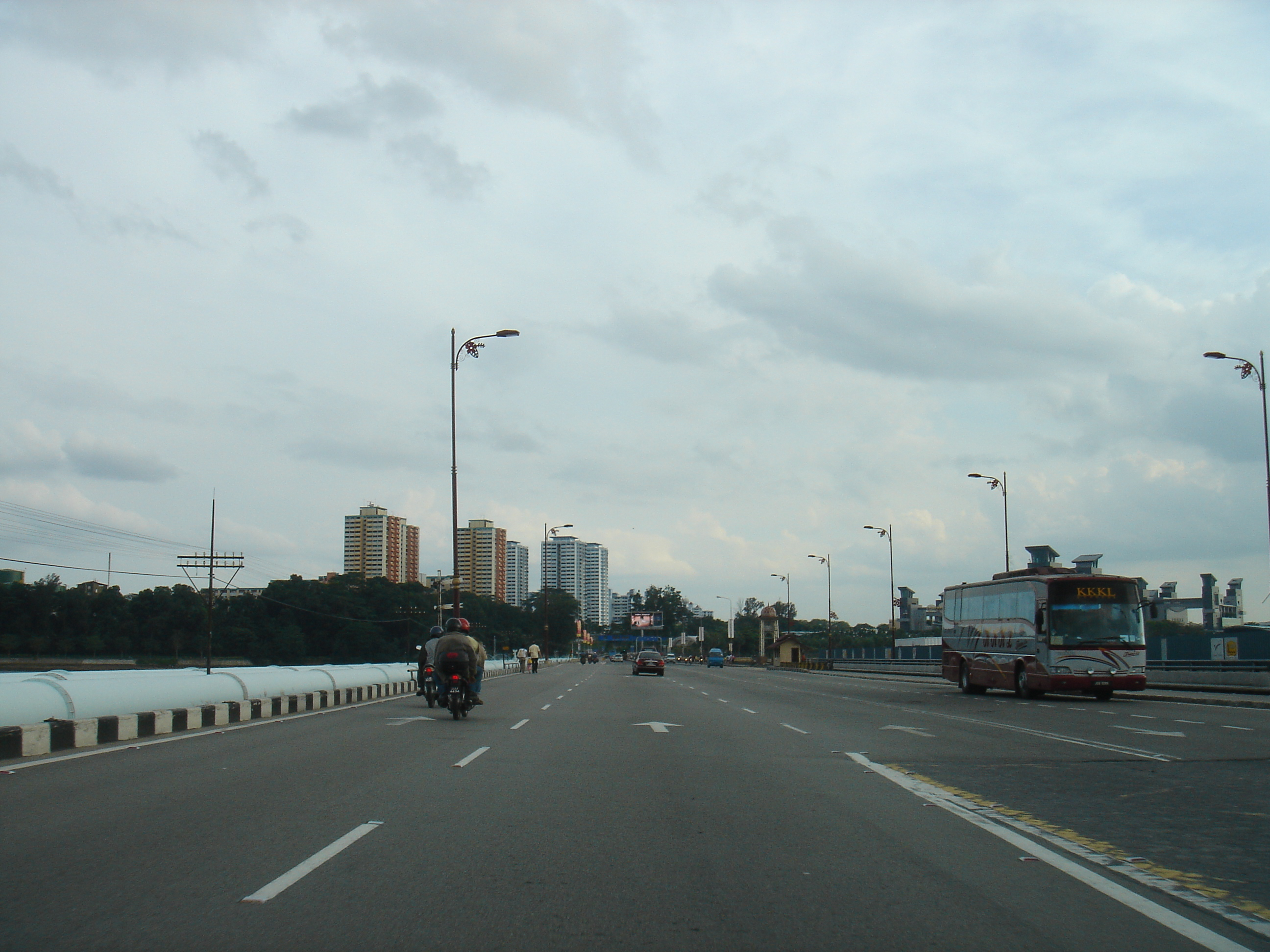
横跨柔佛海峡的新柔长堤，面向新加坡方向

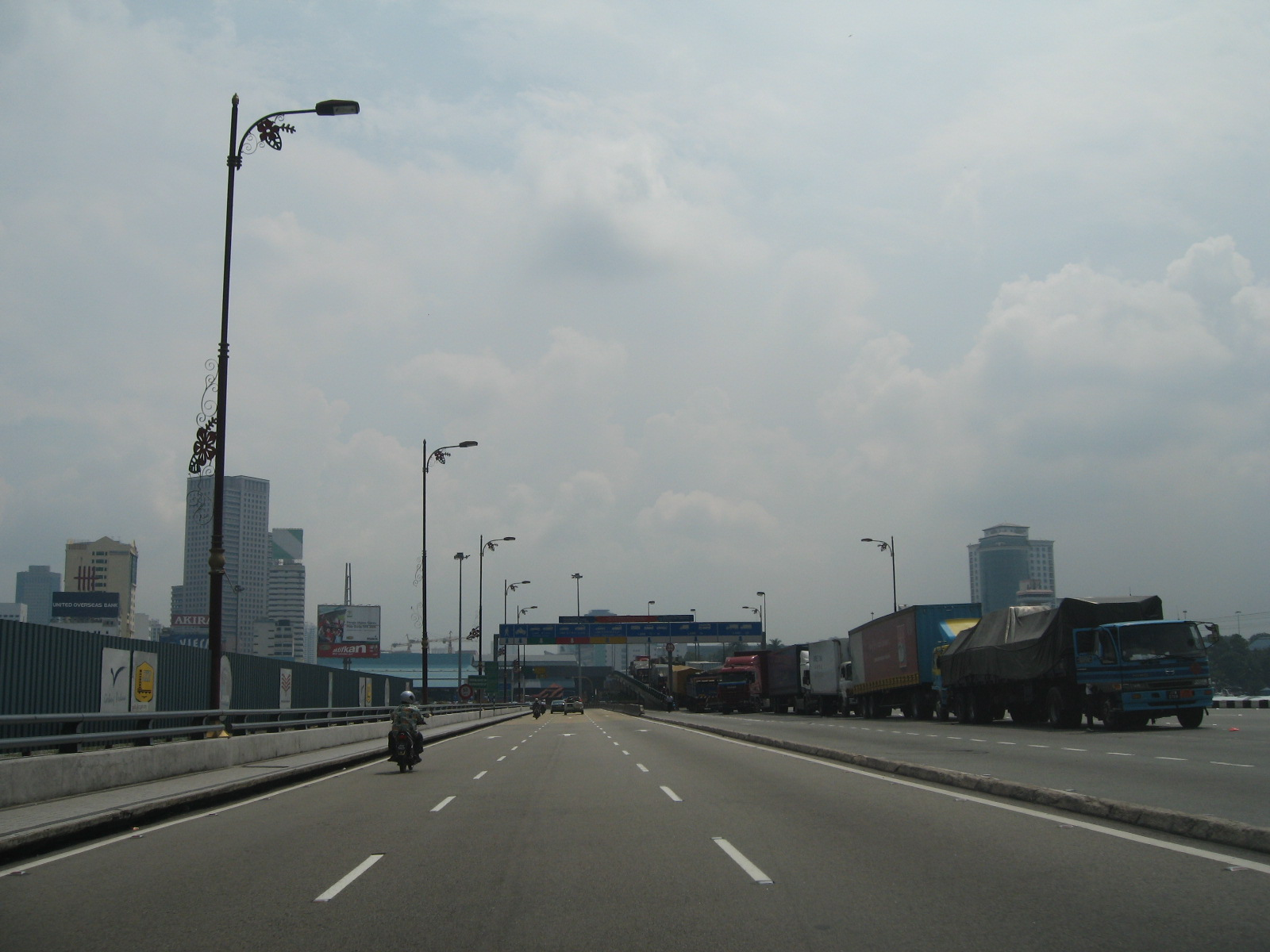
新柔长堤面向柔佛方向

早在1966年，马来西亚人就多次呼吁拆除长堤。1966年，在柔佛州议会上，议长表示，长堤“比其他任何东西都更碍事”，同时应当在新山建设港口以复兴该城的经济。目前，柔佛州已经开发了包括巴西古当（Pasir Gudang）和丹戎帕拉帕斯（Tanjong Pelapas）在内的港口。
第二次要求提出于1986年，时值以色列总统哈伊姆·赫尔佐克访问新加坡。当时，新加坡政府因允许其来访而受到马来西亚政界人士和媒体的批评。
在时任首相马哈迪·莫哈末的领导下，马来西亚政府计划在马来西亚新山火车站附近的山顶上建立一处新的海关、出入境和检疫综合设施。计划中有一座桥梁将新的海关综合设施和城市广场连接起来。该项目被政府命名为南方综合关口（英語：Southern Integrated Gateway）。该项目的合约授予了建筑公司Gerbang Perdana。在施工期间，位于旧海关大楼尽头的两条地下通道其中一条封闭。离开旧海关大楼的道路已改道。设计方案设想在拟建的通往新加坡的新大桥竣工后，交通流方向将变为新的海关综合体。一旦新的海关大楼投入运作，旧设施将被拆除。但在此期间，马来西亚方面没有与新加坡政府就用拟议的新桥梁取代堤道达成任何协议。
关于用新桥梁取代旧堤道的提议，导致了两国自2000年代初以来的政治分歧。马来西亚政府预计，新加坡参与该项目的分歧将导致马来西亚水域上方出现一座弯曲的桥梁，新加坡侧的一半堤道仍继续存在。然而，新加坡暗示，如果允许其空军使用柔佛部分领空，它可能会同意修建桥梁。马来西亚拒绝了这一提议，据称谈判仍在进行中。
2006年1月，马来西亚单方面宣布将在马来西亚一侧修建新桥，现在称为“美景桥”（英語：scenic bridge）。2006年3月10日，马来西亚方面正式开始建造新桥。但是新桥的打桩工程已经完成时，同年4月12日，马哈迪的继任者阿都拉·巴达威下令停止并取消了这项工程，因为与新加坡的谈判（对方提出的条件受到马来西亚人民以国家主权为由的强烈反对）和相关法律问题都越来越复杂。
巴达威表示：“未来马来西亚和新加坡之间不会只有一两座桥梁。”
2006年11月初，柔佛苏丹以长堤损害国家经济为由，呼吁拆除这条通道。

## 收费
车辆在长堤两岸都必须缴纳通行费，马来西亚方面由PLUS Malaysia Behad公司经营。外国注册的小汽车和摩托车在白天特定时段进入新加坡须缴付车辆入境通行证（VEP）费用，小汽车每年享有10日免费期。进入柔佛的外国小汽车则须缴付20林吉特的费用。

### 新加坡方收费

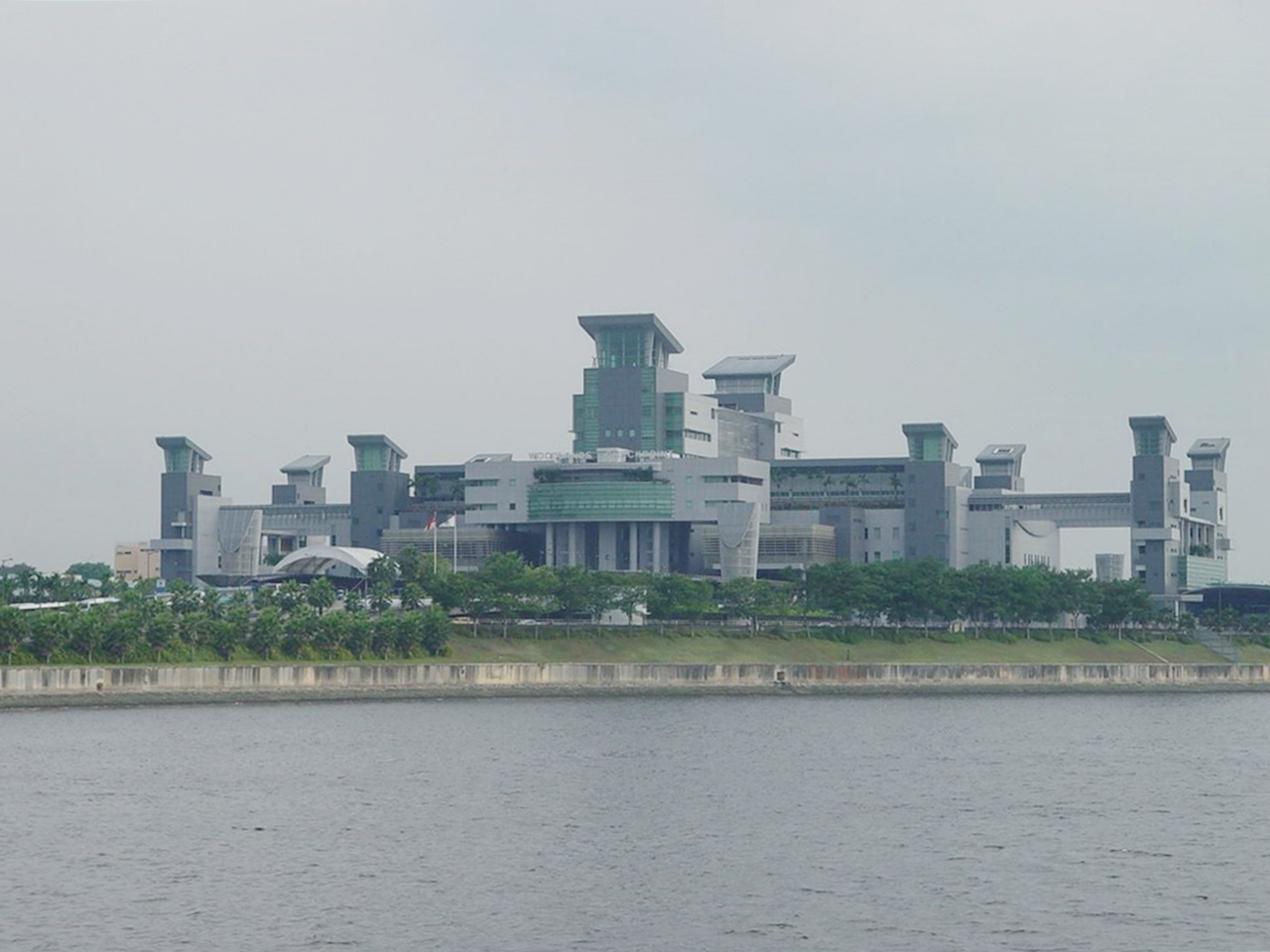
长堤新加坡一端的兀兰关卡

| 等级 | 车辆类型       | 离境通行费 | 入境通行费 | 车辆入境许可证（VEP）收费 | 相应道路收费（RRC） |
| ---- | -------------- | ---------- | ---------- | ------------------------- | ------------------- |
| 0    | 摩托车         | -          | -          | S$4.00/日                 | S$6.40              |
| 1    | 小汽车         | S$1.00     | -          | S$35.00/日                | S$6.40              |
| 2    | 轻型货车       | S$1.50     | -          | -                         | S$6.40              |
| 3    | 重型货车       | S$2.00     | -          | -                         | S$6.40              |
| 4    | 德士（出租车） | S$0.50     | -          | -                         | S$6.40              |
| 5    | 巴士           | S$0.80     | -          | -                         | S$6.40              |

1. 1 2 3  所有费用都只能使用Autopass卡（英语：Autopass Card）缴付。
2. ↑  VEP收费仅生效于周一至周五2时至17时；在新加坡学校假期则提前至12时结束。
3. ↑  新加坡于2017年2月15日开始执行相应道路收费（RRC），以回应马来西亚于2016年11月1日开始对驶入柔佛的非马来西亚小汽车收取20林吉特（即等于6.4新元）费用。
4. ↑  轻型货车的定义是两轴或者少于六个轮子的货车。

## 驾车通行
往新加坡方向有4条车道，分别用于小汽车、摩托车、巴士和载货汽车通行。前往马来西亚方向的车道则分配予其他车辆、摩托车和载货汽车。鉴于2010年有针对欧洲的恐怖袭击计划，基于安全原因，长堤两端的关卡不允许摄像或摄影，违规者将交由移民与关卡局处置或被要求删除照片。
通道有高度限制，故无法通行双层巴士。

### 新加坡入境
在新加坡（入境）方面，LED荧幕指向通往口岸的四条车道。有几个柜台检查乘客的护照。这一关称为“初级通关”（英語：primary clearance）。
摩托车将被指引至一条专用通道；巴士同样必须经另一个独立的通道入关。承载着应税货物的车辆被指引到红色通道申报货物，在附近的柜台缴付税费；未载有任何应税货物的车辆可使用绿色通道，而车辆前往海关检查中心接受检查是强制性的。这一关是“次级通关”（英語：secondary clearance）。
至少一名乘客需要下车。海关为这些车辆提供了停车位。如果通关，车子将前往海关检查中心接受查验。负责人员有权搜查乘用车内的货物。可疑人物将被要求开车到附近的站让警犬检验车上是否有走私货物或是毒品，同时也有安全检查，车辆需取下所有的物品接受检验。
一旦通过所有查验程序，车辆可开往武吉知马高速公路或兀兰中心路。

### 新加坡出境
新加坡法律規定所有新加坡註冊車輛離開新加坡時，油箱必须有四分之三满的燃油。新加坡政府要打消新加坡人越境到柔佛州純粹只是購買便宜燃油的念頭，即使過去半桶汽油已足夠。外國註冊車輛不必遵守這個規定。
根据日期和时段，可从武吉知马高速公路或兀兰中心路通往长堤。从兀兰中心路进入的乘用车被导引到四个车道。由武吉知马高速公路行驶的车辆须按照车型和时段选择车道，在通关高峰期，小汽车可以使用高架橋直达兀兰关卡。
移民与关卡局的人员会检查车上的人的护照。通过检查后，车子会开向官员检查所有新加坡注册车辆油表的区域，随即车辆驶过长堤。

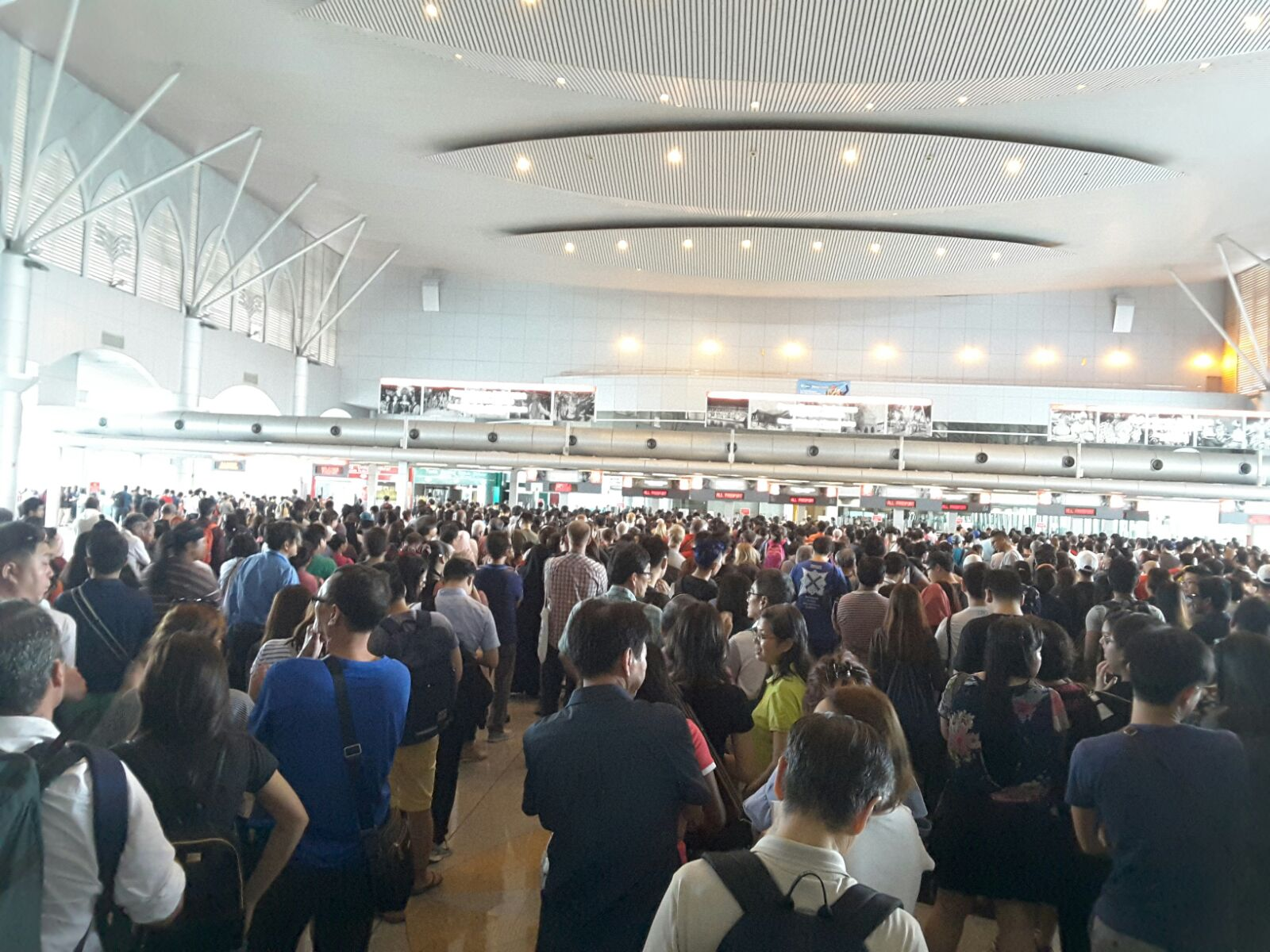
从新加坡入境马来西亚

### 交通拥堵
在高峰時段，兀蘭中心路的拥堵排队长度可長達1.5公里。通過武吉知马高速公路前往口岸的車輛也可能遇到這種情形。乘坐公共巴士越過長堤可花上30至45分鐘，其他車輛則是1至2個小時。

## 公共交通服务

### 列车
所有列车都由马来亚铁道运营，新加坡一端终点站曾为丹戎巴葛火车站，但已缩短至长堤南段的兀兰火车关卡。
| 车次 | 名称           | 线路                                          | 提供座席        |
| ---- | -------------- | --------------------------------------------- | --------------- |
| 63   | Shuttle Tebrau | 新山中央车站（05:30） – 兀兰火车关卡（05:35） | ASC（空调二等） |
| 65   | Shuttle Tebrau | 新山中央车站（06:00） – 兀兰火车关卡（06:05） | ASC             |
| 67   | Shuttle Tebrau | 新山中央车站（06:30） – 兀兰火车关卡（06:35） | ASC             |
| 69   | Shuttle Tebrau | 新山中央车站（07:00） – 兀兰火车关卡（07:05） | ASC             |
| 70   | Shuttle Tebrau | 兀兰火车关卡（08:00） – 新山中央车站（08:05） | ASC             |
| 71   | Shuttle Tebrau | 新山中央车站（08:30） – 兀兰火车关卡（08:35） | ASC             |
| 73   | Shuttle Tebrau | 新山中央车站（09:00） – 兀兰火车关卡（09:05） | ASC             |
| 74   | Shuttle Tebrau | 兀兰火车关卡（10:00） – 新山中央车站（10:05） | ASC             |
| 77   | Shuttle Tebrau | 新山中央车站（12:30） – 兀兰火车关卡（12:35） | ASC             |
| 78   | Shuttle Tebrau | 兀兰火车关卡（13:30） – 新山中央车站（13:35） | ASC             |
| 81   | Shuttle Tebrau | 新山中央车站（15:30） – 兀兰火车关卡（15:35） | ASC             |
| 82   | Shuttle Tebrau | 兀兰火车关卡（16:30） – 新山中央车站（16:35） | ASC             |
| 83   | Shuttle Tebrau | 新山中央车站（17:00） – 兀兰火车关卡（17:05） | ASC             |
| 84   | Shuttle Tebrau | 兀兰火车关卡（18:00） – 新山中央车站（18:05） | ASC             |
| 86   | Shuttle Tebrau | 兀兰火车关卡（18:45） – 新山中央车站（18:50） | ASC             |
| 87   | Shuttle Tebrau | 新山中央车站（19:00） – 兀兰火车关卡（19:05） | ASC             |
| 88   | Shuttle Tebrau | 兀兰火车关卡（20:00） – 新山中央车站（20:05） | ASC             |
| 90   | Shuttle Tebrau | 兀兰火车关卡（20:45） – 新山中央车站（20:50） | ASC             |
| 91   | Shuttle Tebrau | 新山中央车站（21:00） – 兀兰火车关卡（21:05） | ASC             |
| 92   | Shuttle Tebrau | 兀兰火车关卡（22:00） – 新山中央车站（22:05） | ASC             |
| 93   | Shuttle Tebrau | 新山中央车站（22:15） – 兀兰火车关卡（22:20） | ASC             |
| 94   | Shuttle Tebrau | 兀兰火车关卡（23:15） – 新山中央车站（23:20） | ASC             |

### 巴士
| 线路                              | 始发地                            | 目的地                            | 备注                              |
| 汉达英达（Causeway Link）跨境线路 | 汉达英达（Causeway Link）跨境线路 | 汉达英达（Causeway Link）跨境线路 | 汉达英达（Causeway Link）跨境线路 |
| --------------------------------- | --------------------------------- | --------------------------------- | --------------------------------- |
| CW1                               | 拉庆中央车站                      | 兀兰路（克兰芝地铁站）            |                                   |
| CW2                               | 拉庆中央车站                      | 奎因街                            |                                   |
| CW5                               | 苏丹依斯干达大厦      | 纽顿圈（纽顿熟食中心）            |                                   |
| Advanced Coach跨境线路            |                                   |                                   |                                   |
| AC-7                              | 义顺临时巴士转换站                | 新山中央车站折返                  |                                   |
| 新捷运（SBS Transit）主干线路     |                                   |                                   |                                   |
| 160                               | 裕廊东巴士转换站                  | 新山中央车站折返                  |                                   |
| 170                               | 奎因街                            | 拉庆中央车站                      |                                   |
| 170X                              | 兀兰路（克兰芝地铁站）            | 新山中央车站折返                  |                                   |
| SMRT巴士主干线路                  |                                   |                                   |                                   |
| 950                               | 兀兰巴士转换站                    | 新山中央车站折返                  |                                   |